# ピヴォ
ピヴォ（PIVOT）は、札幌市中央区にあった商業施設。

## 沿革
前身は1968年（昭和43年）開業の「中心街デパート」であり、1973年（昭和48年）にダイエーの北海道進出1号店となる「ダイエー札幌店」（ショッパーズプラザ）となったが、1993年（平成5年）に閉店した。ダイエー閉店後にビルを改装し、ファッションビル「ピヴォ」となった。駐車場（ピヴォパーキング）には、かつて別当興業が運営していた映画館「北海道劇場」（1955年 - 1967年）があった。
2019年（令和元年）12月にダイビルが買収し、近隣のビルとともに再開発をすすめることになった。
ダイビルにより近隣のペンタグラムビル、ダイビルピヴォ南館（旧桂和MTビル）とともに、2023年（令和5年）中に解体されることになり、2023年5月16日に営業を終了することになった。
同年6月解体が開始された。

### PIVOT CROSS
2023年（令和5年）6月8日に株式会社ピヴォはIKEUCHI ZONE（開業当初は札幌アルタ）が出店していたビルを改装し、「PIVOT CROSS(ピヴォ クロス)」を開業した。ピヴォの事実上の後継施設となるが、移転ではなく新たなコンセプトの店舗として運営するとしている。

## フロア
かつての「中心街デパート」創業者が、デパート内で営業していた模型コーナーをデパート廃業後に「中心街ビル」という社名で分社化し、隣のビル（現在のPentagramビル）で「セントラルホビー」として開店した。2000年代に入ると、数十年ぶりに旧中心街デパートである「ピヴォ」に移転したが、2010年（平成22年）9月に閉店・廃業した。
2023年5月の閉店時の詳しい出店テナントの情報は公式サイト「フロアガイド」を参照。
- 9F：スリムビューティハウス
- 8F：ユニクロ
- 7F：ユニクロ
- 6F：ジーユー
- 5F：カフェ、ボークス札幌ショールーム
- 4F：ヴィレッジヴァンガード、札幌スポーツ館、ニュースタイル
- 3F：ドコモショップサテライト、プリンスビューティー、ダイソー
- 2F：ピーチ・ジョン・ザ・ストア
- 1F：エメフィール 、アズール バイ マウジー 、ヒララ 、リップサービス
- B1F：クラチカ バイ ポーター、タカキュー、サンキューマート、地下街ポールタウン連絡通路
- B2F：スリープセレクト、シェア、スローティラテ

## アクセス
国道36号（札幌駅前通）沿いに位置しており、さっぽろ地下街「ポールタウン」に直結している。
- 札幌市営地下鉄大通駅直結
- 札幌市電「西4丁目停留場」から徒歩約1分

### 駐車場
- PIVOT PARKING (隣接)